# Amoureusement vôtre
Amoureusement vôtre ou Aimer au Québec (Loving) est un feuilleton télévisé américain, en 3 169 épisodes de 25 minutes, créé par Agnes Nixon et Douglas Marland et diffusé du 26 juin 1983 au 10 novembre 1995 sur le réseau ABC.
Au Québec, le feuilleton a été diffusé à partir du 31 août 1987 sur le réseau TVA, et en France, à partir du 8 février 1988 sur Antenne 2 jusqu'au 14 août 2000 sur France 2.

## Synopsis
Ce soap opera met en scène les affrontements de plusieurs familles dans la ville universitaire de Corinth.

## Distribution

### Acteurs principaux
- Wesley Addy (VF : Jean-Louis Faure) : Cabot Alden (1983-1995)
- Meg Mundy (en) (VF : Dany Tayarda) : Isabelle Alden #1 (1983, pilote uniquement)
  - Augusta Dabney (en) (VF : Dany Tayarda) : Isabelle Alden #2 (1983-1991, puis 1994-1995)
  - Celeste Holm : Isabelle Alden #3 (1991-1992)
  - Patricia Barry : Isabelle Alden #4 (1992-1993)
- Lauren-Marie Taylor (VF : Claude Ménard puis Laurence Dourlens) : Stacey Donovan Forbes (1983-1995)
- Nancy Addison-Altman (en) (VF : Colette Venhard) : Deborah Brewster Alden (1993-1995)
- Perry Stephens (en) (VF : Jean-François Lescurat) : Jack Forbes #1 (1983-1990)
  - Christopher Cass (VF : Thierry Wermuth) : Jack Forbes #2 (1990-1995)
- Christopher Marcantel (VF : Pierre Tessier) : Curtis Alden #1 (1983-1985, 1993-1995)
  - Linden Ashby (VF : Olivier Destrez) : Curtis Alden #2 (1985-1986)
  - Burke Moses (en) : Curtis Alden #3 (1986-1987)
  - Stan Albers : Curtis Alden #4 (1989-1990)
  - Patrick T. Johnson (VF : Éric Aubrahn) : Curtis Alden #5 (1986-1988)
  - Michael Lord : Curtis Alden #6 (1989-1992)
- Nada Rowland (VF : Michèle Marcey) : Katherine Rescott Slavinsky (1984-1995)
- Noelle Beck (VF : Geneviève Taillade) : Patricia « Trisha » Alden Sowolsky Hartman McKenzie (1984-1993, 1995)
- Susan Keith (VF : Françoise Vallon) : Shana Sloane Burnell (1984-1989, 1990-1994)
- Christine L. Tudor (VF : Catherine Davenier) : Gwyneth Alden (1984-1989, 1991-1995)
- John O'Hurley (VF : Pierre Laurent) : Keith Lane / Jonathan Matalaine (1984-1986)
- Ed Moore (VF : Michel Paulin) : Harry Sowolsky (1984-1989, 1994)
- Roya Megnot (VF : Claude Ménard) : Ava Rescott Forbes Alden Masters #2 (1984-1988, 1990)
- Jennifer Ashe : Lily Slater #1 (1983-1984)
  - Britt Helfer (VF : Brigitte Aubry) : Lilly Slater #2
- Randolph Mantooth (en) (VF : Pierre Dourlens puis Bernard Bollet) : Clay Alden / Alex Masters (1987-1990, 1993-1995)
- Luke Perry (VF : Thierry Monfray) : Ned Bates (1987-1988)
- Robert Tyler (VF : Bruno Choël) : Thomas « Trucker » McKenzie (1988-1995)
- Lisa Peluso (en) (VF : Claude Ménard) : Ava Rescott Forbes Alden Masters #3 (1988-1990, 1991-1995)
- Rena Sofer (VF : Brigitte Aubry) : Amelia « Rocky » McKenzie Domecq (1988-1991)
- Rick Telles (VF : Maurice Decoster) : Rio Domecq (1989-1991)
- Marisol Massey (VF : Marie-Madeleine Burguet) : Abril Domecq Alden (1989-1991)
- Bernard Barrow (en) (VF : Raymond Baillet) : Louie Slavinsky (1990-1993)
- Joseph Breen (VF : Pierre-François Pistorio) : Paul Slavinsky
- Colleen Quinn (VF : Christine Deschaumes) : Carly Rescott Alden
- Laura Wright (VF : Annabelle Roux) : Allison « Ally » Rescott Alden Bowman (1991-1995)
- Jessica Collins (VF : Barbara Delsol) : Dinah-Lee Mayberry Alden #1 (1991-1994)
  - Elizabeth Mitchell (VF : Barbara Delsol) : Dinah-Lee Mayberry Alden #2 (1994-1995)
- Eric Woodall (VF : Damien Boisseau) : Matt Ford (1991-1992)
- Jean LeClerc (VF : Érik Colin) : Jeremy Hunter (1991, 1992-1995)
- Paul Anthony Stewart (en) (VF : Tanguy Goasdoué) : Casey Bowman (1992-1995)
- Michael Weatherly (VF : Laurent Mantel) : Cooper Alden (1992-1995)
- James Carroll (VF : Bernard Lanneau) : Leo Burnell (1992-1994)
- Rebecca Gayheart (VF : Vanina Pradier) : Hannah Mayberry (1992-1993)
- Alimi Ballard (VF : Jérôme Rebbot puis Fabrice Josso) : Frankie Hubbard (1993-1995)
- Philip Brown (VF : Patrick Borg) : Lyndon « Buck » Huston (1993-1995)
- Geoffrey C. Ewing (VF : Guillaume Orsat) : Charles Harrison (1993-1995)
- Amelia Heinle (VF : Anneliese Fromont) : Stephanie « Steffi » Brewster (1993-1995)
- Catherine Hickland (VF : Christine Deschaumes) : Tess Wilder Partou (1993-1995)
- Debbi Morgan (VF : Catherine Rétoré) : Dr Angela Hubbard Harrison (1993-1995)
- Meta Golding (VF : Sophie Arthuys) : Rianna Hawkins (1995)
- Jacob Zelik Penn (VF : Brigitte Lecordier) : Cabot Alexander « Sandy » Masters

### Acteurs récurrents
- Shannon Eubanks : Ann Alden Forbes (1983-1984)
- Patricia Kalember : Merrill Vochek (1983-1984)
- Teri Keane : Rose Donovan #1 (1983-1984)
- Ann Williams : June Slater (1983-1984)
- John Cunningham : Garth Slater (1983-1984)
- Bryan Cranston : Douglas « Doug » Donovan #1 (1983-1985)
- Pamela Blair : Rita Mae Bristow (1983-1985)
- James Kiberd : Michael « Mike » Donovan (1983-1985)
- Tom Ligon : Billy Bristow (1983-1985)
- Susan Walters : Lorna Forbes Perelli #1 (1983-1986)
- Peter Davies : Fr. Jim Vochek (1983-1989)
- Debbi Morgan : Carrie Mansfield (1983)
- Patty Lotz : Ava Rescott Masters #1 (1984)
- Ronnie Davidson : Hassan (1984)
- John R. Johnston : Steven Sowolsky (1984-1988)
- Jonathan K. Lee : Ethan Washington (1985-1986)
- Victor Bevine : Douglas « Doug » Donovan #2 (1985-1986)
- Matthew Cowles : Eban Japes (1986-1987)
- John Gabriel : Zack Conway (1986-1987)
- Judith Hoag : Charlotte « Lottie » Bates Alden (1986-1988)
- Alexander Kniffin : Michael Slavinsky (1991-1992)
- Corey Page : Richard Wilkins (1991-1995)
- Jean LeClerc : Gilbert Nostrand (1994-1995)
- Maggie Rush : Lorraine Hawkins (1995)
- Carina Finn : Young Trisha Alden (1995)
- Darnell Williams : Jacob Foster (1995)

## Commentaires
Ce feuilleton a été cocréé par Agnes Nixon et Douglas Marland. ABC a décidé d'une façon non-ordinaire de commencer le feuilleton avec un film de deux heures mettant en vedette la plupart des vedettes du futur feuilleton, ainsi que Lloyd Bridges et Geraldine Page qui ne seront pas revus par la suite.
Les premières années de ce soap opera sont concentrées autour des familles Donovan et Alden. Plusieurs situations sociales de l'époque telles que l'inceste, l'alcoolisme et le syndrome du stress post-traumatique de la guerre du Viêt Nam y sont montrées. Par la suite, plusieurs histoires, dont celle, étrange, d'un des personnages qui vend son âme au Diable, ainsi que la venue de personnages du feuilleton La Force du destin, feront l'affiche de ce feuilleton, qui sera par contre le moins regardé de tous.
En 1995, après une histoire de tueur en série, Amoureusement vôtre prendra fin et deviendra un autre soap opera, The City, de 1995 à 1997.